# Голутвин (станция)
Голу́твин — узловая станция Рязанского направления Московской железной дороги и основной вокзал города Коломны в Московской области. Относится к Московско-Рязанскому региону Московской ЖД. От станции следуют пригородные поезда в Москву, Рязань и Озёры.

## Описание
Расположена на площади Восстания. Вблизи расположен один из крупнейших в мире машиностроительных заводов — Коломенский завод им. В. В. Куйбышева.
Рядом с вокзалом находится автовокзал, откуда отправляются междугородные автобусы в Москву, Рязань и населённые пункты Коломенского городского округа. Мимо вокзала проходит главная городская магистраль — улица Октябрьской революции. Имеется остановка трамвайных маршрутов №№ 1, 2, 3, 4, 6, 8. Помимо трамвая, к вокзалу подходят маршруты городских автобусов и маршрутных такси.
Расстояние по путям от Казанского вокзала составляет 117 км, время в пути со всеми остановками около 2,5 часов. Относится к тринадцатой тарифной зоне.
Имеются две транзитные (островная и боковая) посадочные платформы, а также тупиковая платформа, с которой отправляется поезд (с 5 июня 2016 года — дизель-поезд ДП-М-001) до Озёр. Островная платформа соединена с вокзалом пешеходным мостиком.
Станция открыта 20 июля 1862 года. Электрифицирована в 1958 году.
На станции имеются турникеты.

## История
В 1862 году железнодорожная линия Москва — Рязань достигла Коломны. Когда ветка подошла к реке Оке, правление дороги обратилось к городским властям с просьбой об отводе земли под строительство станции, но цена, предложенная городом, оказалась настолько высокой, что правление было вынуждено отказаться от идеи строить станцию внутри городской черты. Однако в 1863 году инженер Струве купил участок земли возле села Боброво (Бобренево), недалеко от Коломны, у помещика Н. М. Голицына. На этой земле одновременно началось строительство завода и железнодорожной станции с названием Коломна. Позже дорога выстроила платформу с названием Ново-Коломна в самом городе, но за счёт самих пассажиров (билет от Москвы до города стоил дороже, чем до более отдаленной станции у завода). Со временем, во избежание путаницы, станцию переименовали в Голутвин, а платформу — в Коломну.

## Упоминание в искусстве
- На станции Голутвин проходили съёмки фильма «Город Зеро».
- Станцию можно видеть в фильме «Честный, умный, неженатый…».

## Галерея

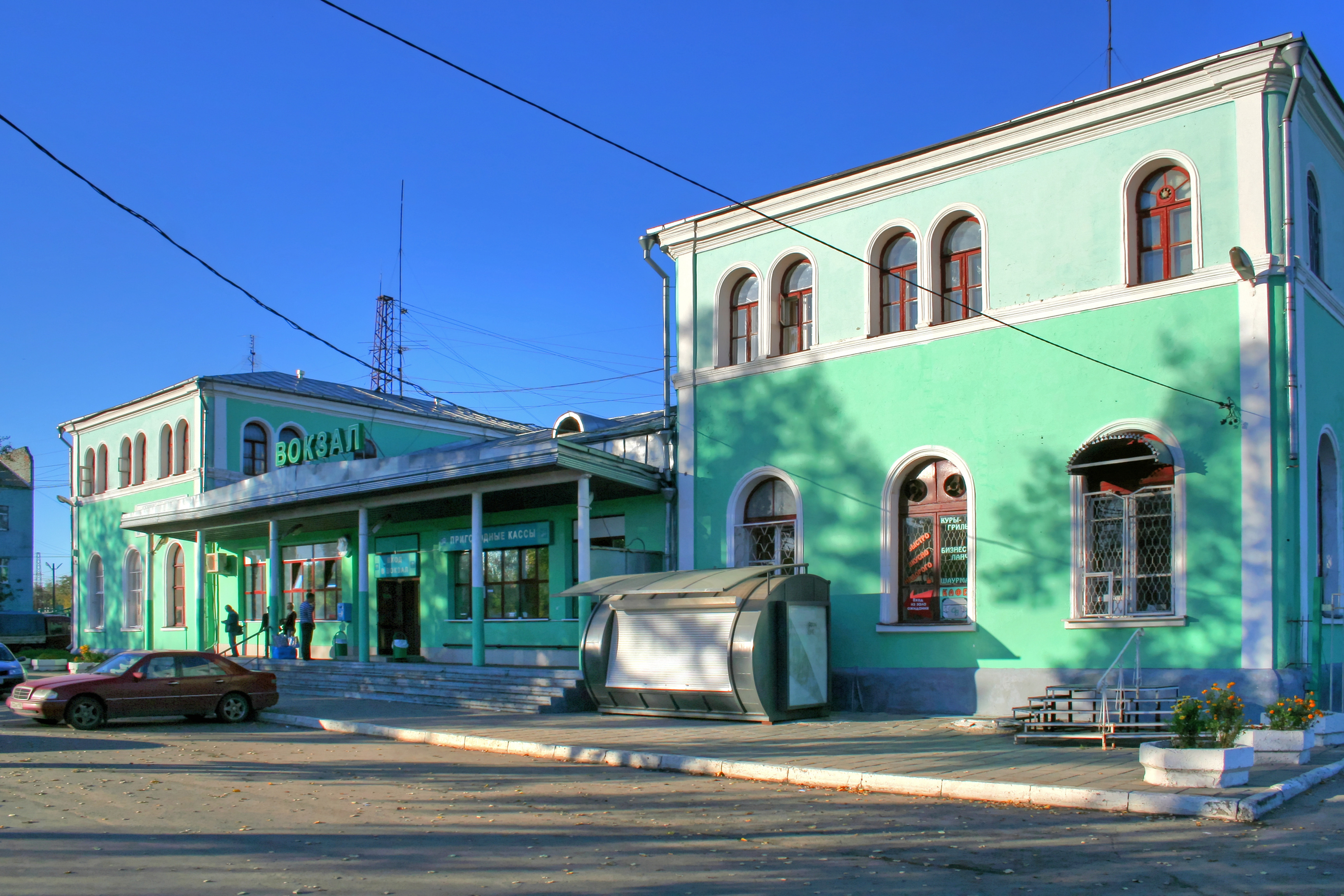
Вокзал станции
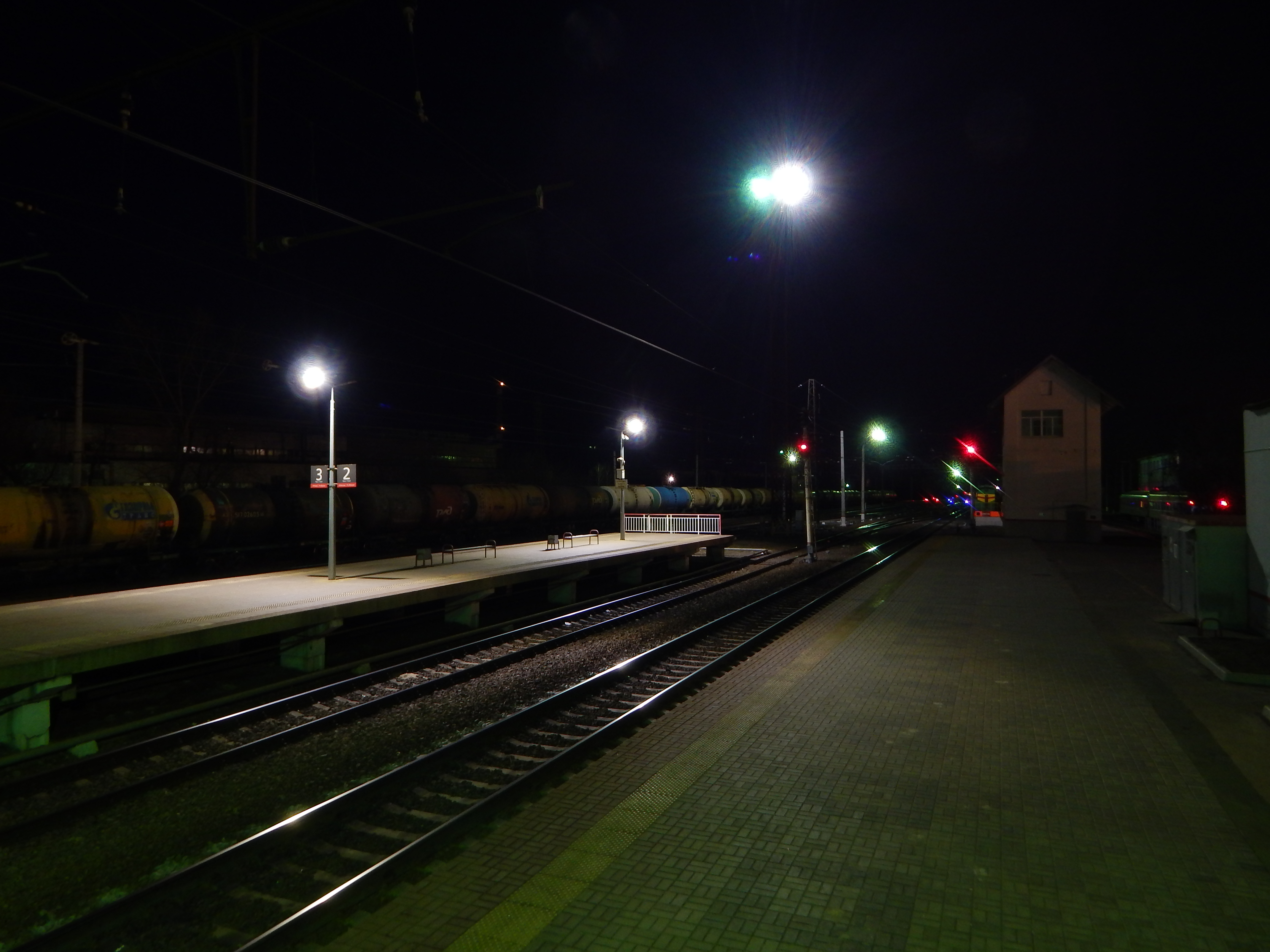
Платформа в сторону Рязани
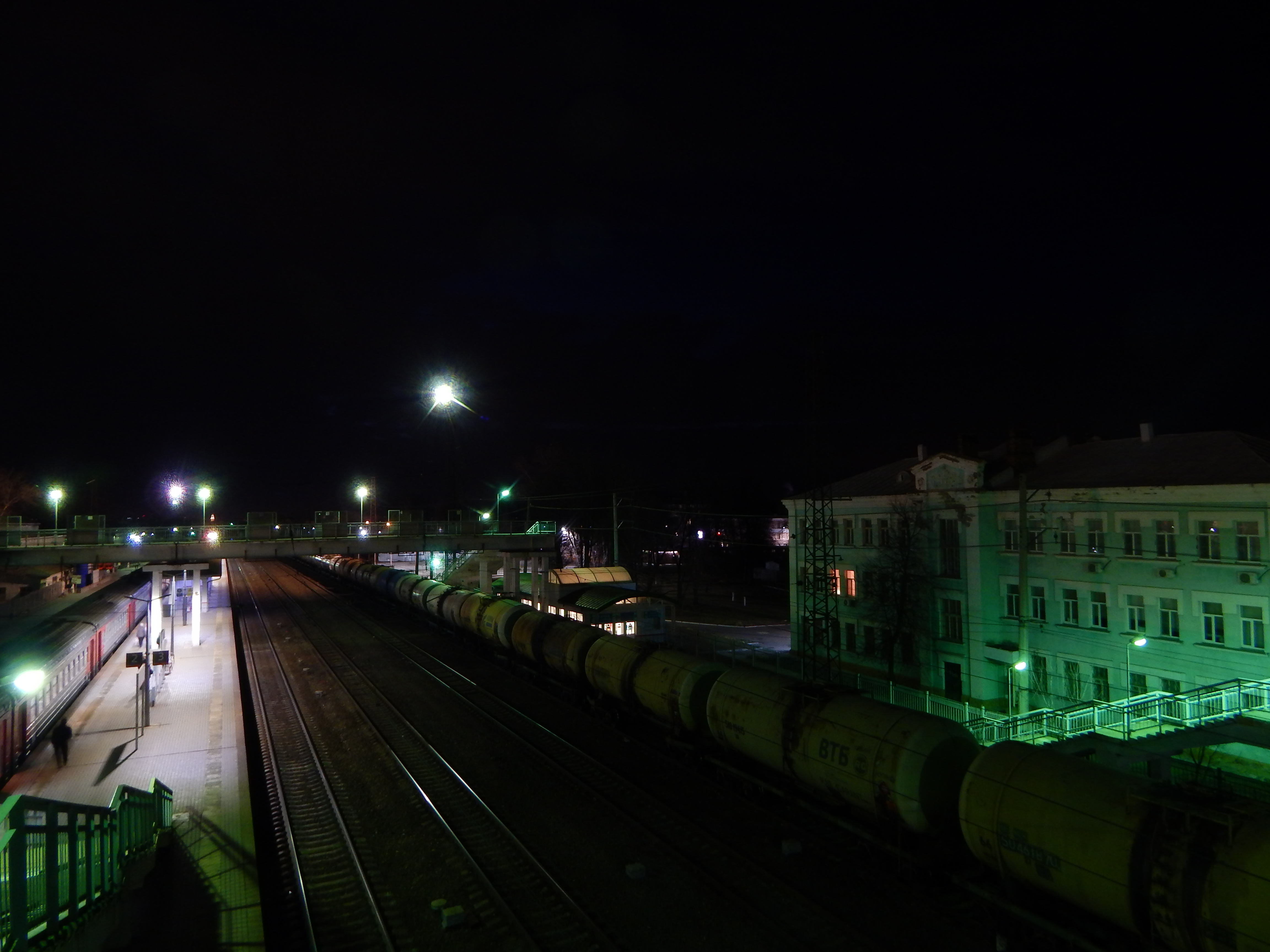
Платформа в сторону Москвы, вид с пешеходного моста
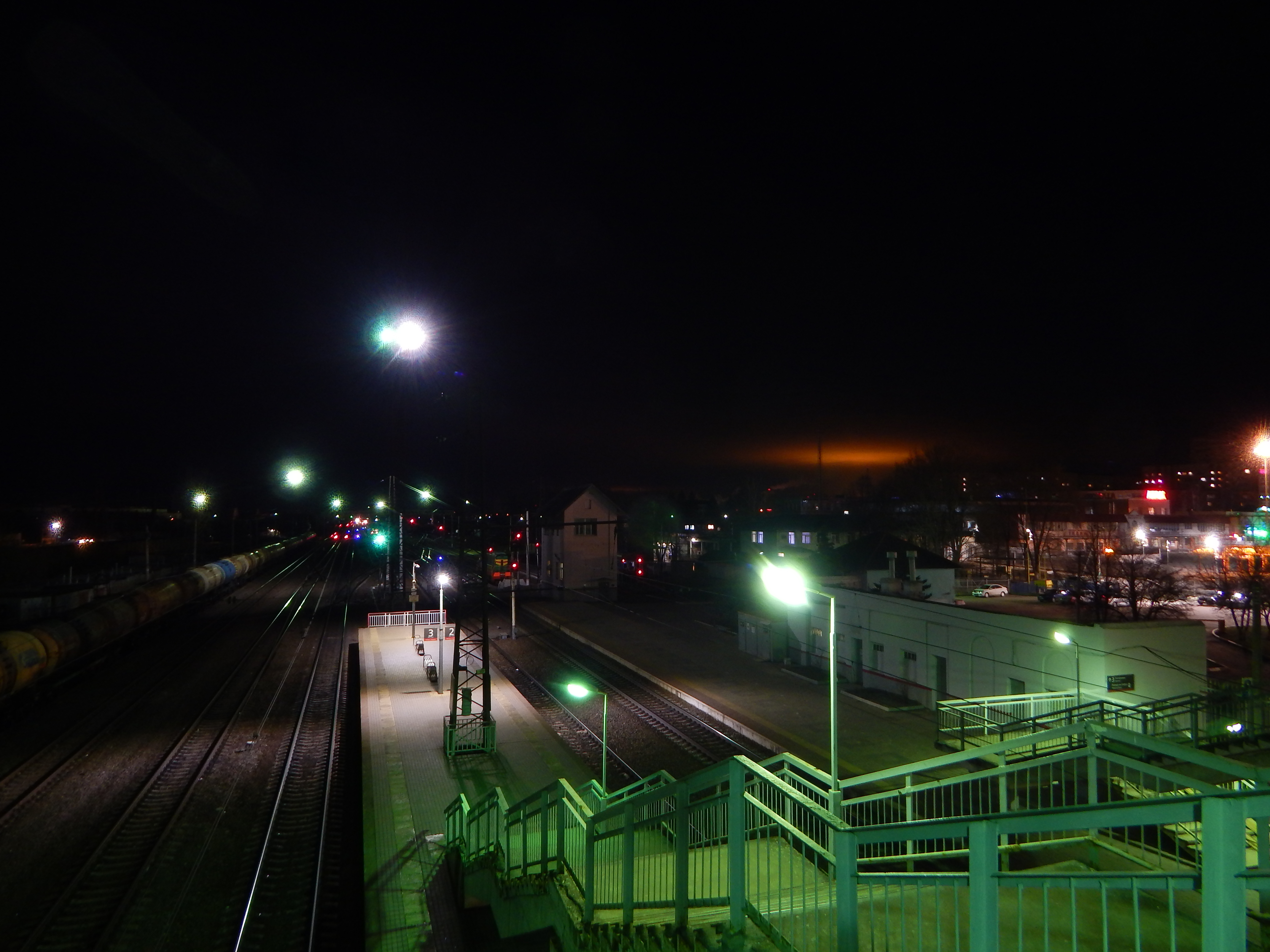
Платформа в сторону Рязани, вид с пешеходного моста
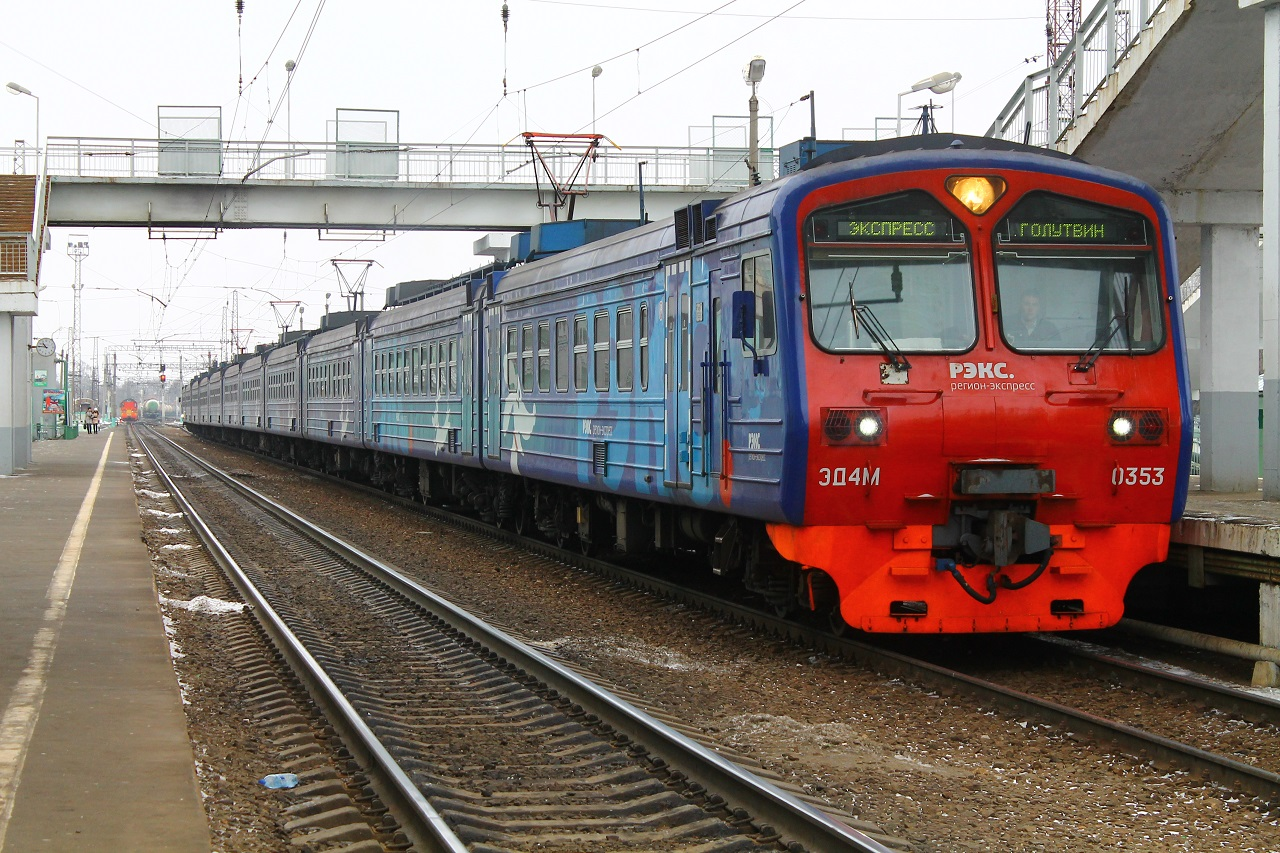
Электропоезд-экспресс на станции до ремонта (2014)
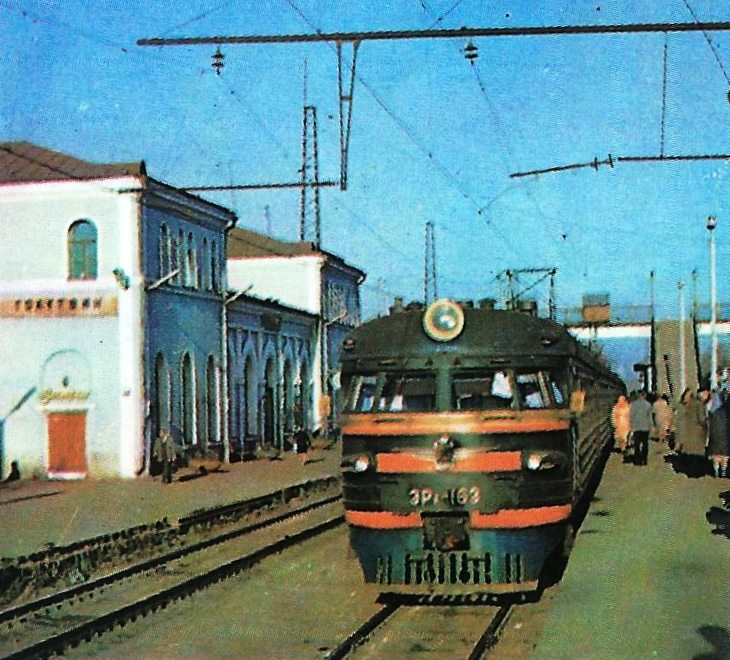
ЭР1-163 на станции Голутвин (1974)